# Солипсизм
Солипси́зм (от лат. solus — «одинокий» и ipse — «сам») — философская доктрина и позиция, характеризующаяся признанием собственного индивидуального сознания в качестве единственной и несомненной реальности и отрицанием объективной реальности окружающего мира. Может рассматриваться как крайняя форма субъективного идеализма.

## Определение
Логическим основанием солипсизма служит суждение, согласно которому единственная реальность, существующая достоверно, — это собственное сознание (которое доступно непосредственно) и ощущения (которые также воспринимаются непосредственно). Вопрос адекватности отображения окружающего мира в нашем сознании всегда упирается в вопрос о достоверности восприятия; если ощущения достоверны, то мир таков, каким мы его видим, но достоверность ощущений мы не можем доказать бесспорно, ибо, кроме ощущений и сознания, нам ничего не доступно непосредственно. В таком случае можно предположить, что ощущения искажены либо порождены нашим же сознанием, а окружающий мир совершенно не таков, каким мы его видим, либо даже вовсе не существует.
В различных трактовках солипсизм подразумевает:
- Сомнение в реальности и/или достоверности всего сущего;
- Отрицание реальности всего, кроме собственного сознания;
- Отрицание духовности всего, кроме собственного сознания.

В этике термином «солипсизм» обозначают крайние формы эгоизма и эгоцентризма. Отрицание материалистического воззрения само по себе не является солипсизмом.
С эпистемологической позиции солипсизм утверждает, что нет уверенности в том, существует ли знание за пределами собственного сознания; неизвестно о мире вне нас (внешнем мире) и о сознании других, которые, может быть, и не существуют вне сознания.
С метафизической позиции солипсизм приходит дальше к заключению, что мир и сознание других не существуют (других разумов не существует и тела других людей неразумны).
Спорной особенностью метафизического мировоззрения солипсизма является отрицание существования сознания других. Поскольку личный опыт является частным и не выражаемым, об опыте другого существа можно узнать лишь по аналогии.
Философы пытаются построить знания на чём-то более глубоком, чем просто логические выводы или аналогии. Неудача эпистемологической предприимчивости Декарта способствовала популярности идеи о том, что все достоверные знания не могут идти дальше тезиса «Я мыслю, — значит, я существую» и содержать какие-либо дополнительные сведения о природе «Я», существование которого было доказано.
Теория солипсизма также заслуживает внимательного изучения, поскольку относится к трём широко распространённым философским предпосылкам, каждая из которых сама по себе фундаментальна и имеет большое значение:
1. Моё самое достоверное знание — это знание о содержании моего собственного сознания: о моих мыслях, переживаниях, аффектах и т. д.
2. Не существует никакого концептуального или логически необходимого перехода между умственным и физическим — между возникновением достоверного сознательного опыта или психических состояний и «обладанием» поведенческими диспозициями «тела» определённого вида (см. мозг в колбе).
3. Опыт конкретного человека обязательно является личным по отношению к данному лицу[2].

## Виды солипсизма

### Метафизический солипсизм
Метафизический солипсизм является разновидностью субъективного идеализма, основывающейся на положении, что нет никакой реальности, кроме реальности собственных ментальных состояний; индивидуальное сознание представляет собой всю реальность, а внешний мир не имеет самостоятельного (независимого) существования. Это выражается утверждением «Существую только я один», означающим, что нет никакой реальности, кроме собственного сознания.
Существуют более слабые варианты метафизического солипсизма, такие как эгоцентрический презентизм (или перспективный реализм) Каспара Харе.

### Гносеологический солипсизм
Гносеологический солипсизм представляет собой вид идеализма, согласно которому известно может быть только непосредственно доступное содержание ментальных состояний философа-солипсиста. Существование сознания других и внешнего мира в целом рассматривается как неразрешимый вопрос, хотя вероятность их существования не исключается.
Гносеологические солипсисты утверждают, что реализм задаётся вопросом: если предположить, что существует вселенная, не зависящая от сознания субъекта, субъект может что-то узнать о вселенной только через органы чувств; как можно научно доказать существование независимой вселенной? Если человек устанавливает камеру, чтобы сфотографировать Луну в то время, когда он не смотрит на неё, то в лучшем случае он определяет, что изображение Луны присутствует на снимке, когда он в итоге смотрит на него. Логически это не гарантирует, что сама Луна (или даже камера) существовала в момент фотографирования. Чтобы установить, что перед ним изображение Луны, существующей независимо от сознания человека, требуется много других предположений, которые представляют собой предвосхищения оснований.

### Методологический солипсизм
Методологический солипсизм является агностическим вариантом солипсизма. Он стоит в оппозиции к строгим гносеологическим требованиям для «знания» (например, требование, что знание должно быть достоверным)[прояснить]. Этот вид солипсизма считает, что любое индуктивное умозаключение может быть ошибочным, и что мы, возможно, являемся мозгом в колбе. Иногда методологический солипсизм идёт ещё дальше, утверждая, что даже то, что мы воспринимаем как мозг, фактически является частью внешнего мира, поскольку воспринимать мы можем только через наше сознание. Наверняка известно только наличие мыслей.
Методологические солипсисты не намереваются заключить, что более сильные формы солипсизма истинны. Они подчёркивают, что обоснования внешнего мира должны опираться на неоспоримые факты их собственного сознания.
В эпистемологии и философии сознания методологический солипсизм имеет, по крайней мере, два различных определения:
1. Методологический солипсизм — эпистемологическое положение, согласно которому индивидуальное Я, его субъективные впечатления (эмпиризм) и его состояние или врождённое знание (рационализм) являются единственно возможными или собственно отправной точкой для философского построения[5]. Вокруг этих рассуждений скептически настроен декартов скептицизм[6].
2. Методологический солипсизм — тезис о том, что ментальные свойства или психические состояния организма могут быть индивидуализированы исключительно на основе этого состояния или собственными отношениями с другими внутренними состояниями самого организма, без каких-либо ссылок на общество или физический мир, в который встроен организм[7].

Часто методологический солипсизм не предполагается как система верований, и используется в качестве мысленного эксперимента, чтобы помочь скептицизму.

### Этический солипсизм
Этический солипсизм относителен к этике эгоизма. Однако, существует разница в этих близких понятиях. Этический эгоист думает, что другие должны соблюдать социальный порядок, пока это в его интересах, и чтобы сделать то, что лучше всего подходит ему как личности, в то время как этический солипсист имеет убеждение, что ни одно другое моральное суждение не существует или не имеет значения, кроме как его индивидуальное моральное суждение.
Ярким представителем этического солипсизма был Макс Штирнер.

## Проблема солипсизма в истории философии

### В западной философии

#### В античной философии
Солипсизм впервые отмечен у греческого софиста-досократика Горгия из Леонтины (483—375 г. до н. э.), которого цитирует греческий скептик Секст Эмпирик:
1. Ничего не существует;
2. Даже если нечто существует, то оно непознаваемо;
3. Даже если и познаваемо, необъяснимо другому.

#### В средневековой философии
Августин Блаженный Аврелий
Солипсизм в гносеологическом смысле был выдвинут многими философами, начиная с Августина и Декарта, оба из которых рассматривали аргумент «Cogito ergo sum», в переводе с лат. — «Мыслю, следовательно существую» (у Августина в книге «О Граде Божьем», кн. XI, 26: «Si fallor, ergo sum» — «Если я ошибаюсь, я существую»). В любом случае это предположение заключается в том, что существовать должен я, а существование чего-нибудь ещё сомнительно.

#### В Новое время
Рене Декарт

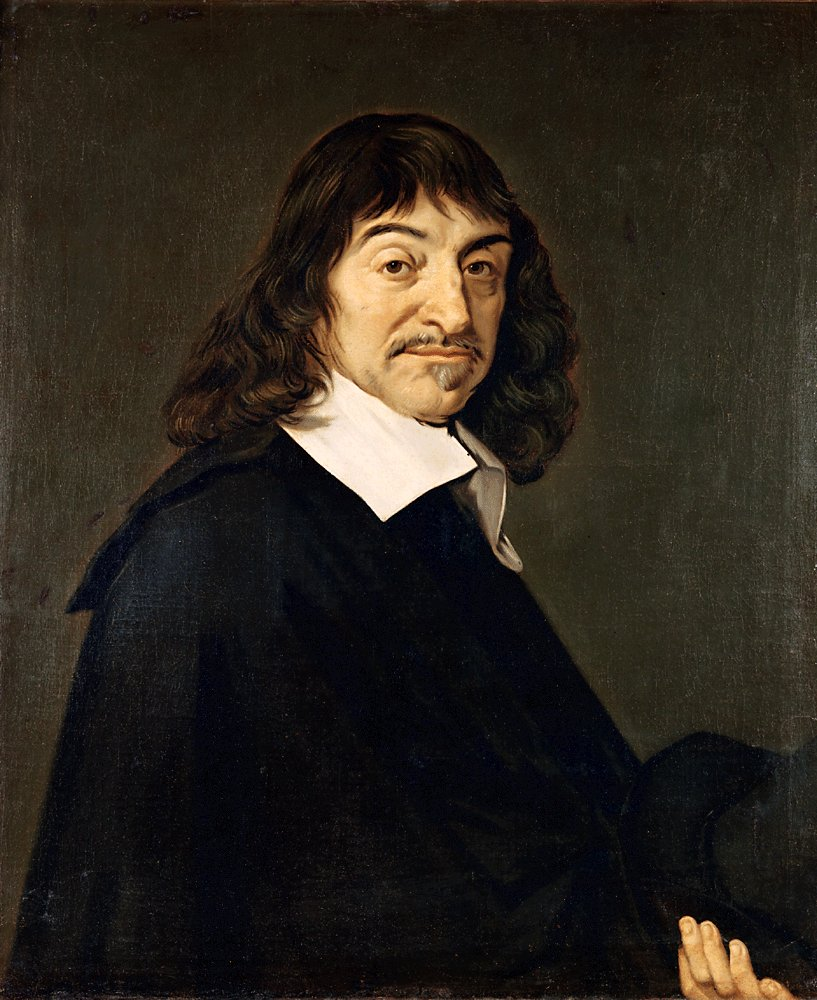
Рене Декарт. Художник Франс Халс, 1648.

Солипсизм исходит из того фундаментального факта, что все психологические понятия (мышление, воля, восприятие и т. д.) формируются индивидом по аналогии со своими собственными ментальными состояниями, то есть через абстрагирование от содержания своих переживаний. Такие представления преобладали в философии, так как Рене Декарт назвал поиск неопровержимой достоверности основной задачей познания, возвышая эпистемологию до «первой философии».
Разработав в философии тему «методического сомнения», Декарт создал фон, благоприятный для развития и обоснования солипсизма. Мыслящий субъект (эго) обнаруживает себя в связи с cogito, являясь единичным сознанием — «мыслящей вещью» (лат. res cogitans) — которая не имеет протяжённости в пространстве, не тождественна телу и имеет для самой себя достоверность своего существования в качестве сознания. («Рассуждение о методе» и «Размышления о первой философии»).
Хотя методическое сомнение и оказалось благоприятной почвой для солипсистских теорий, сам Декарт никогда не превращал субъект в единственную реальность — Декарт только ставит вопрос, может ли Бог быть обманщиком и держать человека в иллюзии, или же Бог оставляет человеческому разуму возможность истинного познания. И разрешает этот вопрос в ключе гносеологического оптимизма, апеллируя к благосклонности Бога: поскольку Бог не обманщик, Он создал человека со врождённым расположением к предположению о реальности внешнего, социального мира, соответствующего тому «миру идей», который один есть непосредственный объект сознания — а следовательно такой социальный мир действительно существует (Шестое размышление: О существовании материальных вещей и о реальном различии между умом и телом). При попытке атеистического прочтения Декарта, то есть если игнорировать то понятие о Боге, которое им используется, обнаруживается, что про́пасть между самодостоверностью сознания и предположением о мире интерсубъективных объектов ничем не заполнена — и таким образом картезианство тоже оказывается одним из источников для солипсизма.
Брюне

В Париже, действительно, проживал мыслитель, проповедовавший солипсистическую точку зрения. Это был Клод Брюне, по профессии врач и довольно плодовитый медицинский писатель… В 1703 г. Брюне издал отдельной брошюрой «Projet d’une nouvelle metaphysique» (Проект новой метафизики). Этот проект представляет ныне величайшую библиографическую редкость, и его опубликование (если только его ещё можно будет отыскать) было бы, конечно, весьма желательным. Пока же нам приходится довольствоваться главным образом теми сведениями о философских взглядах Брюне, которые мы находим во второй части изданных Flashat de St Sauveur «Pieces fugitives d’histoire et de litterature, Paris 1704».

Джордж Беркли

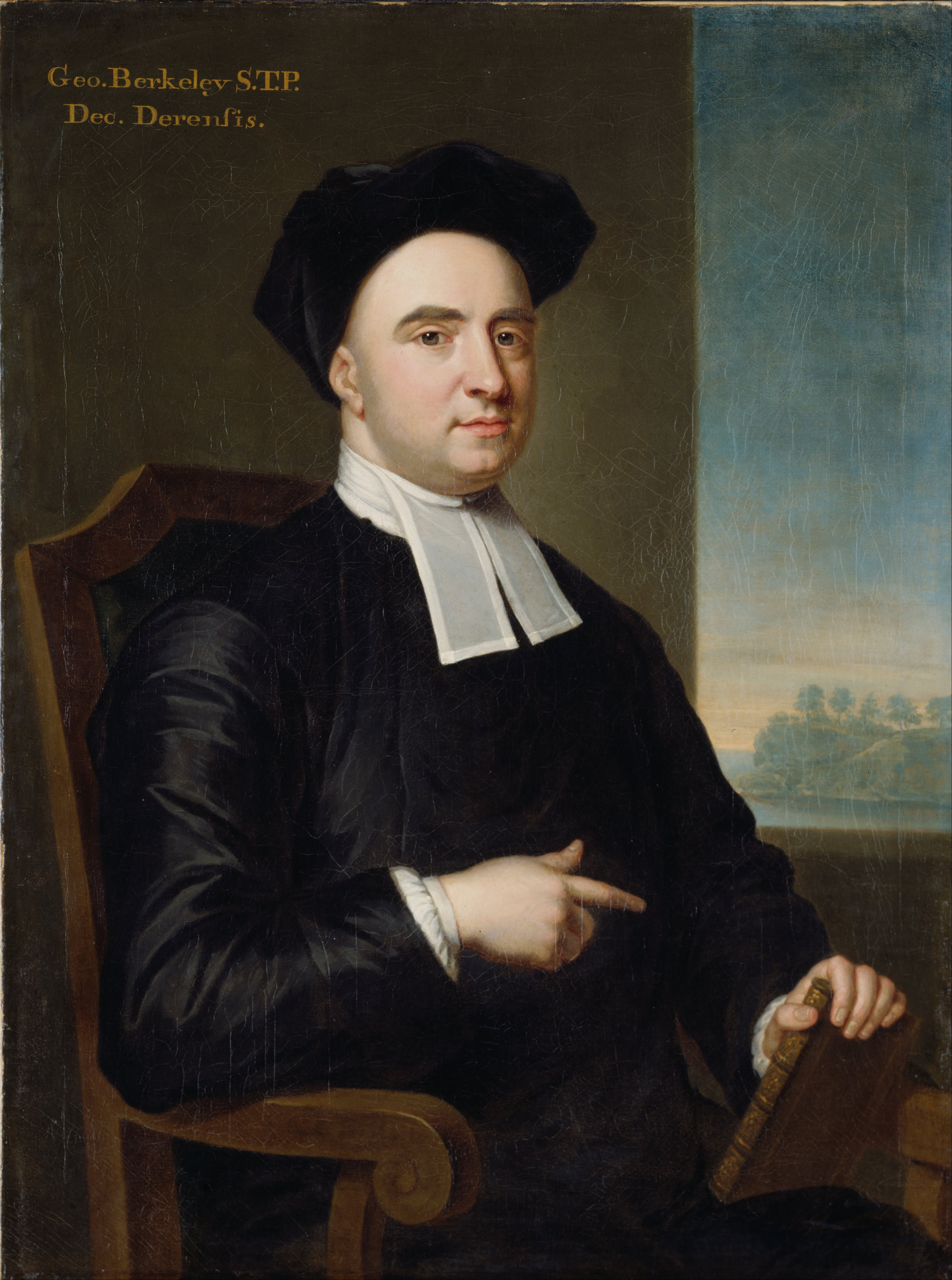
Джордж Беркли. Художник Джон Смиберт, 1721

Солипсисты, нашедшие близкие себе идеи в работах рационалиста Декарта, ещё больше аргументов почерпнули из творчества эмпирика Джорджа Беркли. В отличие от Декарта, который защищает онтологический дуализм, признавая существование двух субстанций: протяжённой (res extensa) и мыслящей (res cogitans) — Беркли указывает, что идея о существовании материи является избыточной для описания мира, в то время как существование сознания очевидно само по себе — и, поскольку индивидуальное сознание не может являться источником всего, ра́вно очевидно существование Бога.
Если Декарт исходил из интеллектуального созерцания чистых идей (то есть из рационализма), то Беркли доводит до логического завершения принцип эмпириков, согласно которому источником всякого знания служит опыт. Но если например Локк делил качества вещей на возникающие в уме и исходящие от самих вещей, Беркли доказывал, что в действительности все качества вещей существуют лишь как ощущения органов чувств, а представление о том, что вещи существуют как некая реальность «по ту сторону сознания», Беркли считал ненужным удвоением сущностей и называл предрассудком. Каждая известная нам вещь — это совокупность идей и сенсорных ощущений, мы не можем утверждать о вещи ничего сверх того, что получили от своих чувств. То есть утверждение о том, что некоторая вещь существует, ничем не отлично от того, что мы имеем некоторый комплекс идей об этой вещи — и так же в отношении мира в целом. Это выражается принципом лат. «esse est percipi»: «быть значит восприниматься», то есть суждение о существовании какого-либо объекта эквивалентно констатации того, что этот объект воспринимается чувствами. И если человек не может составить образ чего-то в уме, то это что-то не существует. Если воспринимаемый объект тождественен своему восприятию, следовательно и существуют объекты только внутри субъекта.
Представление о некой «материи вне сознания» вводится, чтобы объяснить, почему наши ощущения скоординированы между собой, — но с тем же успехом можно сказать, что наши ощущения непосредственно координируются Богом, который является всеобщим духом сам. И для разрешения вопроса, существует ли вещь, когда её никто не воспринимает, Беркли постулирует, что мир постоянно находится в восприятии Бога. Как пишет Беркли в «Трактате о принципах человеческого знания», § 29:

Но какую бы власть я ни имел над моими собственными мыслями, я нахожу, что идеи, действительно воспринимаемые в ощущении, не находятся в такой же зависимости от моей воли. Когда я открываю глаза при полном дневном свете, то не от моей воли зависит выбрать между ви́дением или невидением, а также определить, какие именно объекты представятся моему взгляду; то же самое относится к слуху и другим ощущениям: запечатлённые ими идеи не суть создания моей воли. Существует, следовательно, другая воля или другой дух, который производит их.— Трактат о принципах человеческого знания, 1710
Тогда термин «материя» лишь запутывает человеческое познание, вводя «двойное существование» чувственных объектов: в сознании и ещё отдельно от него в некоем «материальном мире». Мы нигде не воспринимаем «материю» саму по себе: она всего лишь наша идея для описания свойств некоторых («материальных») объектов. А если в опыте материя не встречается, верить в её существование нет оснований.
Хотя Беркли явно указывает, что вещи существуют посредством восприятия их Богом, а не через индивидуальное восприятие, многие солипсисты тем не менее исходят из берклианства, трактуя его как своего рода «божественный солипсизм»: во вселенной нет ничего кроме Бога, следовательно Беркли создаёт в своём сознании представление о Боге, в чьём уме все вещи существуют как идеи.
В 1719 году об «эгоистах» писал Христиан Вольф.

#### XX век
С видимостью солипсизма сталкивается феноменология, осуществляя редукцию предметного мира, в том числе других субъектов, к чистому сознанию трансцендентального Я; для преодоления этого «препятствия» осуществляется исследование проблемы интерсубъективности; эта проблема, однако, по мнению некоторых критиков Гуссерля, не получает аподиктически достоверного прояснения.

#### «Просвещённый» солипсизм
Философ Даниель Колак считает, что открытый индивидуализм (взгляд, что мы все одна и та же личность) может быть назван просвещённым (англ. enlightened) или «дружественным к независимости» (англ. «independence-friendly») солипсизмом.
В отличие от солипсизма, согласно которому других разумов не существует и тела других людей неразумны, открытый индивидуализм утверждает, что других разумов не существует, но тела других людей разумны.

### В восточной философии
В чём-то похожие на солипсизм идеи присутствуют в восточной философии, в частности, в даосизме, некоторых интерпретациях буддизма (особенно дзене) и некоторых индуистских моделях реальности.

## Критика
Солипсизм как радикальный субъективный идеализм часто подвергался критике со стороны известных философов («солипсизм может иметь успех только в сумасшедшем доме» (А. Шопенгауэр), «солипсизм — это безумие» (М. Гарднер). Однако достаточного обоснования, которое позволяло бы однозначно утверждать существование объективной реальности вне воспринимающего субъекта, дано не было.

## Последствия солипсизма
Чтобы чётко обсудить последствия — требуется альтернатива: солипсизм по сравнению с чем? Солипсизм противопоставляется всем формам реализма и многим формам идеализма (поскольку они утверждают, что что-то есть за пределами сознания идеалиста, который сам по себе является другим сознанием). Реализм в минимальном смысле утверждает, что внешний мир существует, и вероятнее всего, он не наблюдается солипсизмом. Возражения против солипсизма, следовательно, имеют скорее теоретическую, чем эмпирическую нагрузку.
Солипсисты могут рассматривать своё собственное просоциальное поведение как имеющее более прочную основу, чем непоследовательные просоциальности других философий: ведь они могут быть более просоциальными, поскольку рассматривают других людей как действительную часть себя. Кроме того, радость и страдание, возникающие из сопереживания, являются такой же реальностью, как радость и страдания, вытекающих из физических ощущений. Они рассматривают свое собственное существование как человеческое существо, являющееся таким же спекулятивным, как и существование кого-либо ещё как человеческое существо. Гносеологические солипсисты могут возразить, что эти философские различия не имеют значения, поскольку заявленное просоциальное знание других является иллюзией.

## Психология и психиатрия
Солипсизм часто представляют в контексте его связи с психологическими условиями патологии. Австрийский невролог Зигмунд Фрейд утверждал, что другие сознания (англ. other minds) неизвестны, но только умозаключают своё существование. Он заявил, что сознание заставляет каждого из нас осведомить только его собственные душевные состояния, что другие люди тоже обладают сознанием, представляющие собой заключение, которые мы рисуем аналогично их наблюдаемым высказываниям и действиям, для того чтобы сделать их поведение понятным для нас. Несомненно, было бы психологически более правильно выразиться, что без специального размышления мы приписываем всем остальным нашу конституцию и, следовательно, наше сознание тоже, и что это отождествление является «непременным условием» (лат. sine qua non) понимания.

### Синдром солипсизма
Синдром солипсизма является диссоциативным состоянием, в котором человек чувствует, что внешний мир не воспринимается его сознанием. Он случайно связан с философским солипсизмом. Отсутствие способности доказывать существование других сознаний само по себе не приводит к психическому состоянию отрешённости от действительности.
Синдром характеризуется чувством одиночества, отрешённости и безразличия к внешнему миру. Синдром солипсизма в настоящее время не признаётся в качестве психического расстройства Американской психиатрической ассоциацией, хотя она и разделяет общие черты с деперсонализационным расстройством. Сторонники философской позиции не обязательно страдают от синдрома солипсизма, также и страдающие не обязательно присоединяются к солипсизму как школе интеллектуальной мысли. Периоды продолжительной изоляции могут предрасполагать людей к синдрому солипсизма. В частности, синдром определили в качестве потенциальной проблемы для астронавтов и космонавтов, отправленных на длительные полёты, и эти опасения влияют на разработку искусственной среды обитания.

### Младенческий солипсизм
Некоторые психологи считают, что младенцы являются солипсистами.

## В произведениях искусства
В художественной литературе
- «Котик Летаев» — Андрей Белый
- «Око небесное» — Филип Киндред Дик
- «Убик» — Филип Киндред Дик
- «Чёрный принц» — А. Мёрдок
- «Они» — Р. Хайнлайн
- «Дон Жуан» — Байрон
- «Телеграфист Надькин» — А. Аверченко
- «Чапаев и Пустота» — В. Пелевин[27]
- «Девятый сон Веры Павловны» — В. Пелевин
- «Transhumanism Inc.» — В. Пелевин, 2021
- «Галатея» — Ольга Капилова
- «Секта эгоистов» — Эрик-Эммануэль Шмитт
- «Создатель Чёрного Корабля»; «В прицеле Чёрного Корабля» — Березин Ф. Д. (шторм-капитан Стат Косакри)[неоднозначно]
- «Шатуны» — Юрий Мамлеев
- «Футурологический конгресс» — С. Лем
- «Профессор Коркоран» — С. Лем
- «Страх» — Рон. Л. Хаббард
- «Сумерки» — Д. Глуховский
- «То ли ночь, то ли утро» — Р. Брэдбери
- «Голова Якова» — Любко Дереш
- «Девять принцев Амбера» — Р. Желязны

…Немногие могут признать, что им полностью чужда идея о том, что мир, который они видят вокруг себя, на самом деле плод их воображения. Довольны ли мы им, горды ли?
Оригинальный текст (англ.)... Few people can say of themselves that they are free of the belief that this world which they see around them is in reality the work of their own imagination. Are we pleased with it, proud of it, then?
— цитата из Исака Динесена, приведённая в книге «Владения Хаоса» Р. Желязны
- «Храм на рассвете» — Юкио Мисима
- «Таинственный незнакомец» — М. Твен
- «Амнезия творца» — Д. Летем
- Серии «Лабиринты Ехо», «Хроники Ехо» и «Сновидения Ехо» — Макс Фрай
- «Последнее дело Амни» — Стивен Кинг

В кинематографе
- Вспомнить всё (1990)
- Neon Genesis Evangelion (1995)
- Тёмный город (1998)
- Тринадцатый этаж
- Матрица
- Экзистенция (1999)
- Открой глаза (1997)
- Ванильное небо
- Исходный код
- Дежа вю (2006)
- Господин Никто (2009)
- Начало (2010)
- Смешарики (серия «Создатель»)[28]
- Франклин
- Меланхолия Харухи Судзумии